# 仏立寺 (東京都北区)
佛立寺（ぶつりゅうじ）は、東京都北区にある本門佛立宗の寺院。

## 歴史
1896年（明治29年）、武田現章によって開山された。武田現章は本所清雄寺の僧侶で、本門佛立宗開祖長松清風の孫弟子である。武田現章の死去後は渋谷乗泉寺の川口日慈が継承した。当時、所属の信者は300人いたが、戦時中の疎開で数を減らし、空襲で寺も焼失した。
戦後、所属信者は30人に激減していた。川口日慈は再建を諦め、新天地の仙台で布教活動することになった。しかし川口日慈の弟子だった清水清はこれに賛同せず、焼け跡にバラックを建てて活動を再開した。そして1949年（昭和24年）に新任の住職が赴任し、徐々に復興していった。

## 交通アクセス
- 田端駅より徒歩9分（経路案内）。
- 西日暮里駅より徒歩9分（経路案内）。